# Lonely Hearts
Lonely Hearts (br.: Os fugitivos / pt.: Corações Solitários) é um filme policial estadunidense de 2006, escrito e dirigido por Todd Robinson. Baseado na história real dos criminosos norte-americanos conhecidos como "Lonely Hearts Killers" (algo como "Assassinos dos Corações Solitários") que agiram na década de 1940. A história do casal assassino também inspirou os filmes The Honeymoon Killers (1970) e Deep Crimson (1996). O diretor Todd Robinson é neto de Elmer C. Robinson, personagem policial de John Travolta e que pelo roteiro foi o principal investigador dos homicídios.

## Elenco
- John Travolta...Elmer C. Robinson
- James Gandolfini...Charles Hildebrandt
- Jared Leto...Raymond Martinez Fernandez
- Salma Hayek...Martha Beck
- Bailee Madison...Rainelle Downing
- Laura Dern...Rene
- Scott Caan...Detetive Reilly
- Alice Krige...Janet Long

## Sinopse
Raymond Fernandez é um trapaceiro conquistador que escreve para mulheres solitárias que anunciam em revistas à procura de se corresponderem com homens. Uma dessas anunciantes é a bonita e mentalmente desequilibrada Martha Beck que descobre sobre os golpes dele e os dois iniciam uma parceria tanto amorosa como criminosa. Martha se apresenta às pretendentes de Raymond como sua irmã e seus ciúmes fazem com que comecem a assassinar as vítimas que cruzem seu caminho. Os detetives Robinson e Hildebrandt desconfiam de que uma mulher que desapareceu na verdade fora assassinada e com suas investigações descobrem as identidades dos assassinos e passam a perseguí-los por todo o país.

## Produção
- As filmagens começaram em 21 de março de 2005, com as locações principais realizadas em Jacksonville.[1][2]  Locações adicionais foram feitas em Fernandina Beach e Amelia Island.[3] Muitas cenas ocorreram no Hotel Davenport em Spokane, Estado de Washington. Cenas do incêndio em  Peacock Lounge podem ser vistas ao fundo.